# Leopoldo Nobili
Leopoldo Nobili (ur. 5 lipca 1784 w Trassilico, prowincja Lukka, zm. 5 lub 22 sierpnia 1835 we Florencji) – włoski fizyk, pionier w dziedzinie elektromagnetyzmu i termoelektryczności, wynalazca m.in. „termostosu” (baterii termopar) oraz kilku typów galwanometrów o wysokiej czułości, wykorzystywanych np. w czasie pionierskich badań właściwości promieniowania cieplnego, magnetyzmu ziemskiego, „prądów bioelektrycznych” (wniósł wkład w powstanie neurofizjologii).

## Życiorys
Urodził się w pobliżu miejscowości Lukka (Toskania); jego rodzicami byli Pellegrino i Irene Amorotti. Uczył się początkowo w Modenie, w nowej szkole inżynierii wojskowej i artylerii (wł. Accademia militare di Modena), a następnie w paryskiej École Polytechnique – był uczniem Ampère’a, matematyka i jednego z twórców nauki o elektryczności i magnetyzmie (zob. prawo Ampère’a). Studiował w latach 1799–1804 – w czasach, gdy Napoleon Bonaparte pełnił urząd pierwszego Konsula Francji (od przewrotu 18 brumaire’a do uchwalenia I Cesarstwa Francuskiego). 
Po skończeniu studiów początkowo służył w artylerii. W latach 1807–1811 był kierownikiem, w randze kapitana, w fabryce broni w Gardone Val Trompia (prowincja Brescia). W roku 1812 zgłosił się ochotniczo do służby czynnej i brał udział w rosyjskiej kampanii Napoleona jako adiutant gen. Eugeniusza de Beauharnais (syna cesarzowej Józefiny), dowodzącego m.in. w bitwie pod Borodino. Został odznaczony Legią Honorową.  
W roku abdykacji Napoleona i rozpoczęcia kongresu wiedeńskiego (1814–1815) Leopoldo Nobili porzucił służbę wojskową. Zajął się badaniami naukowymi oraz działalnością polityczną, występując jako przeciwnik absolutyzmu i zwolennik zjednoczenia licznych księstw Italii (zob. też powstanie karbonaryzmu). 
Starając się o możliwość powrotu do ojczystego kraju i połączenia się z rodziną, zwrócił się z prośbą o pomoc do dyrektora Muzeum Księstwa Modeny i Reggio we Florencji. Dyrektor – Vincenzo Antinori – poparł jego prośbę o azyl. Nobili został wezwany przez Leopolda II do Florencji, gdzie zamierzano wznowić w Museo di Fisica e Storia Naturale działalność edukacyjną (zawieszoną po upadku Napoleona i powrocie do Toskanii Ferdynanda III, ojca Leopolda II). Otrzymał stanowisko profesora fizyki i rozpoczął akademickie wykłady elektromagnetyzmu. Prowadził również badania naukowe.

## Zakres badań

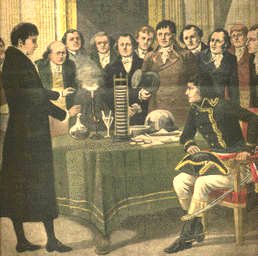
Alessandro Volta demonstruje Napoleonowi baterię ogniw

Leopoldo Nobili kontynuował badania Ampère’a (swojego nauczyciela), Coulomba (zob. prawo Coulomba) i Poissona (profesora École Polytechnique w latach 1806–1809). 
Interesował się przede wszystkim naturą prądu elektrycznego. Starał się wyjaśnić, dlaczego dwa różne rodzaje prądu – „prąd termoelektryczny”, wywoływany różnicą temperatur, oraz „prąd hydroelektryczny”, występujący w roztworach, np. w ogniwie Alessandro Volty – wywierają takie samo oddziaływanie elektromagnetyczne (zob. indukcja magnetyczna). Doszedł do fałszywego wniosku, że prąd płynący w ogniwach galwanicznych nie jest efektem chemicznych reakcji na elektrodach (anodowe utlenianie i katodowa redukcja), lecz jest z reakcją związany tylko pośrednio – przyczyną bezpośrednią jest wystąpienie różnicy temperatur, spowodowanej wydzielaniem się ciepła reakcji. W obu przypadkach (ogniwa „termoelektrycznego” i „hydroelektrycznego”) przepływa „prąd termoelektryczny”.
Leopoldo Nobili wniósł istotny wkład w rozwój fizyki, projektując i konstruując aparaty pomiarowe, m.in. baterię termopar („termostos”) lub kilka modeli galwanometrów. Ich wysoka czułość umożliwiła prowadzenie badań „prądów bioelektrycznych”, np. reakcji mięśni zwierząt pobudzanych napięciem elektrycznym (zob. Luigi Galvani). Uważa się, że skonstruowanie czułych galwanometrów umożliwiło narodziny nowoczesnej neurofizjologii (w pracy pt. From Galvani to patch clamp: the development of electrophysiology, opublikowanej w roku 2006, jest cytowany artykuł Nobiliego z roku 1828, pt. Comparaison entre les deux galvanometres les plus sensibles, la grenouille et le moltiplicateur a deux aiguilles, suivie de quelques resultats noveaux).
Aparaty, które konstruował Nobili, były również wykorzystywane w czasie pionierskich badań promieniowania cieplnego i magnetyzmu ziemskiego, wykonywanych wspólnie z innym włoskim fizykiem, Macedonio Mellonim (obaj naukowcy wspólnie opracowali m.in. nowe modele aparatów pomiarowych, np. Nobili-Melloni radiant-heat thermopile).

## Publikacje
Nobili opublikował m.in. (wybór według Google Books): 

- 1819 – Introduction à la Mécanique de la Matière (wsp. C. Morand),
- 1819 – Introduzione alla meccanica della materia,
- 1820 – Nuovo trattato d'ottica, o sia La scienza della luce dimonstrata coi principj di meccanica,
- 1822 – Nuovi trattati sopra il calorico, l'elettricità e il magnetismo,
- 1824 – Questioni sul magnetismo,
- 1826 – Sopra un galvanometro: con nuove aggiunte (wsp. Giovanni Battista Amici, Giuseppe Tramontini),
- 183? –  Memoirs divers  Leopoldo Nobili (wsp. Vincenzio Antinori),
- 1831 – Sopra la forza elettromotrice del magnetismo  Leopoldo Nobili (wyd. niem. Ueber die elektoromotorische Kraft des Magnetismus; wsp. Vincenzio Antinori),
- 1832 – Sopra vari punti di magneto-elettricismo (wsp. Vincenzio Antinori),
- 1832 – Alcune esperienze sopra le nuove correnti e le scintille magneto-elettriche (wsp. Silvestro Gherardi),
- 1832 – Descrizione delle nuove calamite elettriche ed osservazioni sulle medesimi (wsp. Vincenzo Antinori),
- 1832 – Nuove esperienze elettromagnetiche e teoria fisica del magnetismo di rotazione  (wsp. Vincenzo Antinori)[12],
- 1832 – Teoria fisica delle induzioni elettro-dinamiche,
- 1833 – Nuove osservazioni sopra le apparenze elettromagnetiche,
- 1833 – Nuove osservazioni sopra le apparenze elettro-chimiche,
- 1834 – Leopoldi Nobili Articoli sopra il calore e l'elettricità,
- 1834 – Memorie ed osservazioni - Tom 1,
- 1834 – Collection of pamphlets on mesmerism (współautorstwo)
- 1834 – Descrizione di due nuove pile termo-elettriche e loro uso nelle ricerche calorifiche del cav. prof. L. Nobili,
- 1834 – Memoire ed osservazioni edite ed inedite,
- 1834 – Note sul magnetismo,
- 1834 – Sopra l'elettricità animale,
- 1835 – Memoria su l'andamento e gli effetti delle correnti elettriche dentro le masse conduttrici del cav. L. Nobili.

J.Z. Buchwald w Complete Dictionary of Scientific Biography wyróżnił:
- Sur une nouvelle classe de phènomènes èlectrochimiques, Annale’s de chimie, 34 (1827), 280–297,
- Sur la nature des courans èlectriques, Bibliothèque universelle, 37 (1828), 118–144, 180–184,
- De la distribution et des effects des courans èlectriques dans les masses conductrices, ibid., 49 (1835), 263–281, 416–436.

Pośmiertnie ukazały się m.in.:
- 1838 – Sul confronto dei circuiti elettrici coi circuiti magnetici e sul calore intestino della terra
- 1838 – Nuovi trattati sopra il calorico, l'elettricità e il Magnetismo,
- 1838 – Questioni sul magnetismo del cavaliere Leopoldo Nobili,
- 1838 – Sul confronto dei circuiti elettrici coi circuiti magnetici e sul calore intestino della terra. Memoria,
- 1840 – Sopra l'identità dell'attrazione molecolare coll'astronomica, opera del cavaliere Leopoldo Nobili di Reggio….

## Upamiętnienie

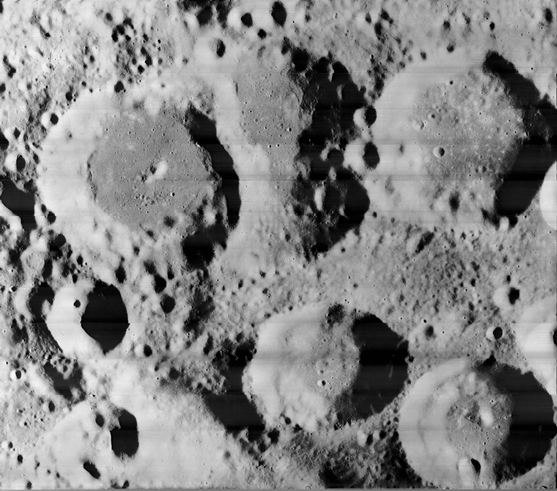
Krater Nobili na zdjęciu wykonanym przez Lunar Orbiter 1 (lewy górny)

Dorobek Leopolda Nobiliego jest wymieniany w przeglądowych opracowaniach, dotyczących historii fizyki, oraz publikacjach poświęconych jego roli w rozwoju tej dziedziny, takich jak L’eredità scientifica di Leopoldo Nobili. Dibattito teorico e ruolo degli strumenti nella fisica del primo Ottocento (1984). Rekonstrukcje wielu aparatów pomiarowych, które skonstruował, są eksponowane w Museo Galileo we Florencji (Istituto e Museo di Storia della Scienza). Wciąż ukazują się w druku wznowienia jego publikacji, np.: Memoria Su L'Andamento E Gli Effetti (2010), Nuovi Trattati Sopra Il Calorico, L'Elettricit E Il… (2012). 
Imię Nobili nadano jednemu z kraterów księżycowych (średnica: 42 km, 0,2°N, 75,9°E). Nazwę Via Leopoldo Nobili nosi jedna z ulic Modeny.